# EV Füssen
Le EV Füssen est un club professionnel allemand de hockey sur glace basé à Füssen. Il évolue en Oberliga, le troisième échelon allemand.

## Historique
Le club est créé en 1924. Il a remporté à 16 reprises la Deutsche Eishockey-Liga et a terminé 7 fois second.

## Anciens joueurs

### Palmarès
- Vainqueur de la Deutsche Eishockey-Liga : 1973, 1971, 1969, 1968, 1965, 1964, 1963, 1961, 1959, 1958, 1957, 1956, 1955, 1954, 1953, 1949.
- Vainqueur de la Coupe Spengler : 1952, 1964.